# كفر أبشيش
كفر أبشيش إحدى قرى مركز قويسنا التابع لمحافظة المنوفية في جمهورية مصر العربية.

## السكان
بلغ عدد سكان كفر أبشيش 6,171 نسمة، حسب الإحصاء الرسمي لعام 2006.